# 帕米亞體育場
塔吉克中央體育場（羅馬化：Varzishgohi Markazii Tojikiston），也稱為帕米亞體育場或中央塔吉克體育場是一座位於塔吉克杜尚貝的綜合體育場。它目前主要用於足球比賽。體育場目前可容納20,000人。

## 外部連結
- Stadium Database: Pamir Stadium （页面存档备份，存于）
- Stadium Profile at FC Istiklol